# Marrella splendens
La marrella (Marrella splendens) è un artropode marino estinto, vissuto nel Cambriano medio (circa 505 milioni di anni fa). I suoi resti sono stati rinvenuti in Canada, nel famoso giacimento di Burgess Shales.

## Il “granchio dai merletti”
Di questo animale, il più diffuso nel giacimento di Burgess, si conoscono migliaia di esemplari. La marrella era un artropode piccolo e dalle forme eleganti: non superava i due centimetri di lunghezza. Il capo era costituito da uno scudo cefalico stretto e allungato, il cui termine posteriore si biforcava in due lunghe spine ricurve. Altre due grosse spine partivano dai lati del capo per rivolgersi all'indietro. Di fronte alla bocca, infine, erano posizionate due lunghe antenne segmentate. Il corpo era invece formato da ventiquattro/ventisei segmenti, ciascuno dei quali dotato di un paio di appendici biramate, tipiche degli artropodi primitivi: queste appendici erano composte da un arto ambulacrale e da una lunga branchia delicata. Il telson (l'ultimo segmento del corpo) era piccolissimo. Per le sue forme eleganti, questo piccolo animale è stato soprannominato dal suo scopritore “granchio dai merletti”.

## Scoperte e classificazione
La marrella è stata scoperta nei primi anni '10 da Charles Doolittle Walcott, il quale aveva notato somiglianze tra la marrella e i trilobiti e l'aveva classificata come un trilobite primitivo. Successivamente Stoermer (1959) aveva incluso questo animale nel gruppo dei trilobitoidi (Trilobitoidea). Solo la ridescrizione operata da Harry Whittington nel 1971 poté presentare la marrella sotto una luce diversa. Lo studioso inglese scoprì che molte caratteristiche ritenute affini a quelle dei trilobiti erano in realtà piuttosto diverse; ad esempio gli arti ambulacrali erano costituiti da due segmenti in meno rispetto a quelli dei trilobiti, e il telson era quasi invisibile, rispetto a quello generalmente grande dei trilobiti. Le appendici cefaliche, poi, erano solo due paia e poste davanti alla bocca; i trilobiti, invece, ne hanno quattro paia, una davanti alla bocca e tre dietro. Whittington, in sostanza, si rese conto che la marrella non rientrava in nessun gruppo noto di artropodi. Attualmente la marrella è considerata appartenere al gruppo dei marrellomorfi (Marrellomorpha), che comprende poche altre forme dalle caratteristiche peculiari (come il Mimetaster del Devoniano della Germania e Xylokorys del Siluriano dell'Inghilterra).

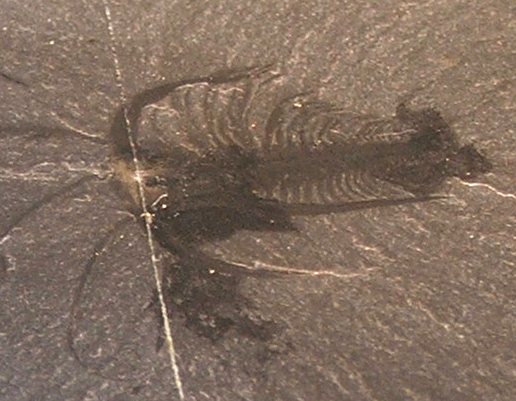
Fossile di Marrella splendens.

## Stile di vita
Si presume che la marrella fosse un organismo in grado di nuotare ma, data l'eccezionale abbondanza di resti fossili, probabilmente passava la maggior parte del suo tempo sul fondale in cerca di minuscole particelle di cibo.